# Quadrophenia Live in London
Quadrophenia Live in London è un album live del gruppo britannico The Who, pubblicato nel 2014.

## Tracce
Testi e musiche di Pete Townshend.
1. I Am the Sea – 2:09
2. The Real Me – 3:21
3. Quadrophenia – 6:14
4. Cut My Hair – 3:45
5. The Punk and the Godfather – 5:11
6. I'm One – 2:38
7. The Dirty Jobs – 4:30
8. Helpless Dancer (Roger's theme) – 2:34
9. Is It in My Head? – 3:44
10. I've Had Enough – 6:15
11. 5:15 – 5:01
12. Sea and Sand – 5:02
13. Drowned – 5:28
14. Bell Boy (Keith's theme) – 4:56
15. Doctor Jimmy (contiene "Is It Me?", John's theme) – 8:37
16. The Rock – 6:38
17. Love, Reign o'er Me (Pete's theme) – 5:49
18. Who Are You – 6:27
19. You Better You Bet – 5:35
20. Pinball Wizard – 2:53
21. Baba O'Riley – 5:27
22. Won't Get Fooled Again – 9:06
23. Tea & Theatre – 3:58